# 或布理萬
或布 理萬（あるふ りまん）は、悪役専門芸能事務所「高倉組」に所属する悪役タレント。本名は馬場龍一。自社を経営する傍ら高倉組のタレントとして活動。
壮絶な半生などがコアマガジン社のコアコミックス「怖い人」「絶望24時」などに掲載された。

## 出演
- TBS ニンゲン観察バラエティ モニタリング
- コアマガジン ドキュメンタリー漫画コアコミックス「絶望24時」
- フジテレビ 関ジャニ∞クロニクル「JAM」罰ゲーム企画「手錠ドミノ」
- AbemaTV 極楽とんぼKAKERUTV「クソクイズ」
- 日本テレビ ダウンタウンのガキの使いやあらへんで!「西川きよしオーディション」
- ロシアメディアRT ロシアのドキュメンタリー番組「YAKUZA．Good for nothing」
- AbemaTV 一周年記念番組「蛭子能収の蛭子能収による蛭子能収のためのNEWS」
- Tokyo MX 5時に夢中!
- コアマガジン ドキュメンタリー漫画コアコミックス「怖い人」
- 映画 佳本周也 監督「ドラゴンキッカー 〜ギャン×Key〜」